# Frankie Liles
Frankie Liles (* 14. Februar 1965 in Las Vegas, Nevada, USA) ist ein ehemaliger US-amerikanischer Boxer im Supermittelgewicht.
Am 12. August im Jahre 1994 siegte er über Steve Little einstimmig nach Punkten und errang dadurch den Weltmeistertitel des Verbandes WBA. Diesen Gürtel verteidigte er siebenmal in Folge, und zwar gegen Michael Nunn, Frederic Seillier, Mauricio Amaral, Tim Littles, Segundo Mercado, Jaffa Ballogou und Andrey Shkalikov. Im Juni 1999 verlor er ihn an den ungeschlagenen Byron Mitchell.